# 237e régiment d'infanterie territoriale
Pour les articles homonymes, voir 237e régiment.
Le 237e régiment d'infanterie territoriale (237e RIT) est un régiment d'infanterie de l'armée de terre française qui a participé à la Première Guerre mondiale en protégeant la ville de Paris.

## Chefs de corps
Le régiment a été commandé par deux officiers :
- le commandant Monphons reçoit le commandement à la création du régiment,
- le lieutenant-colonel Bernard prend le commandement fin septembre 1918.

## Historique des garnisons, combats et batailles237eRIT

### Première Guerre mondiale

#### Affectations

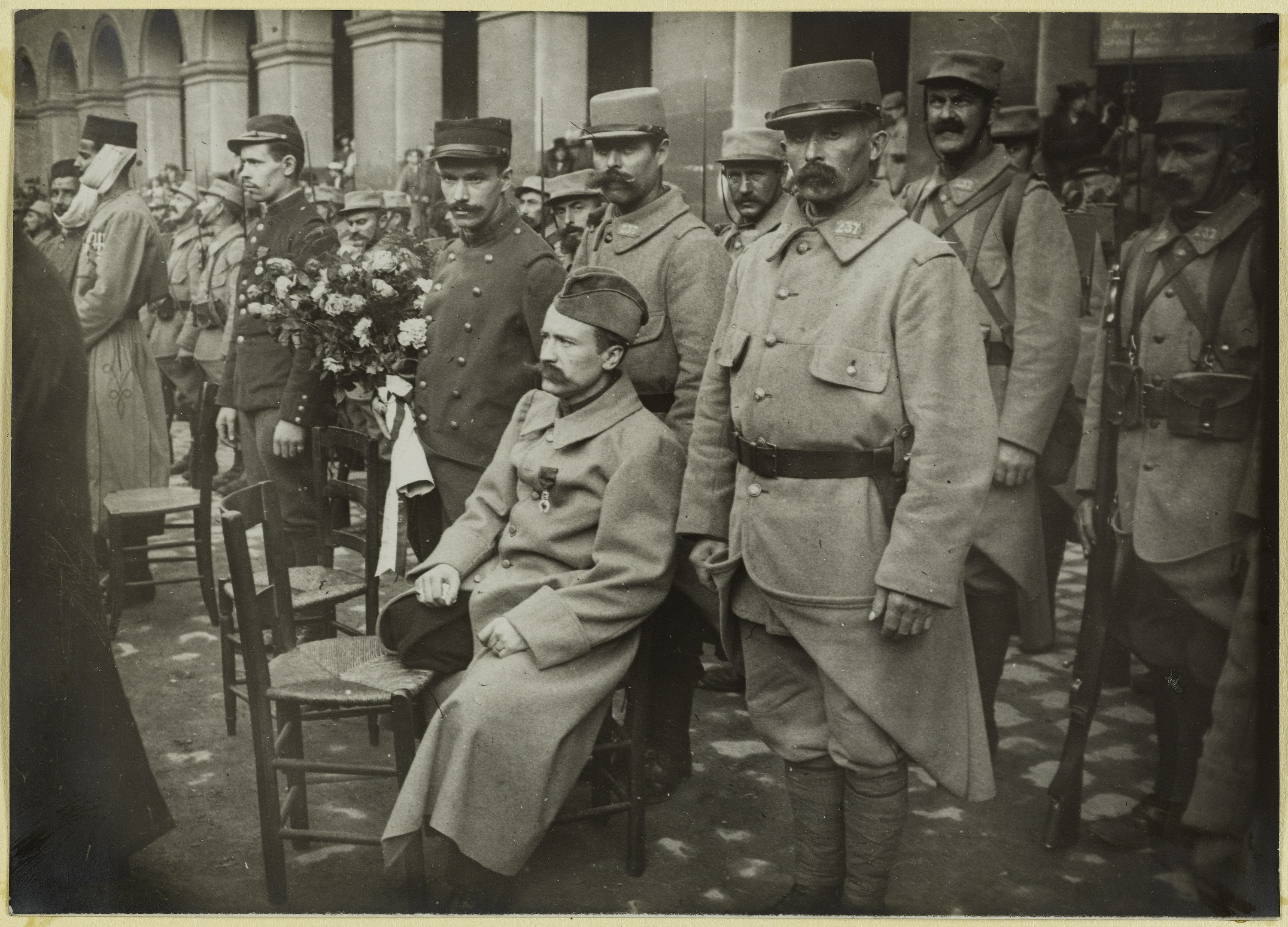
Soldat du entourant un camarade blessé, décoré aux Invalides en 1915.

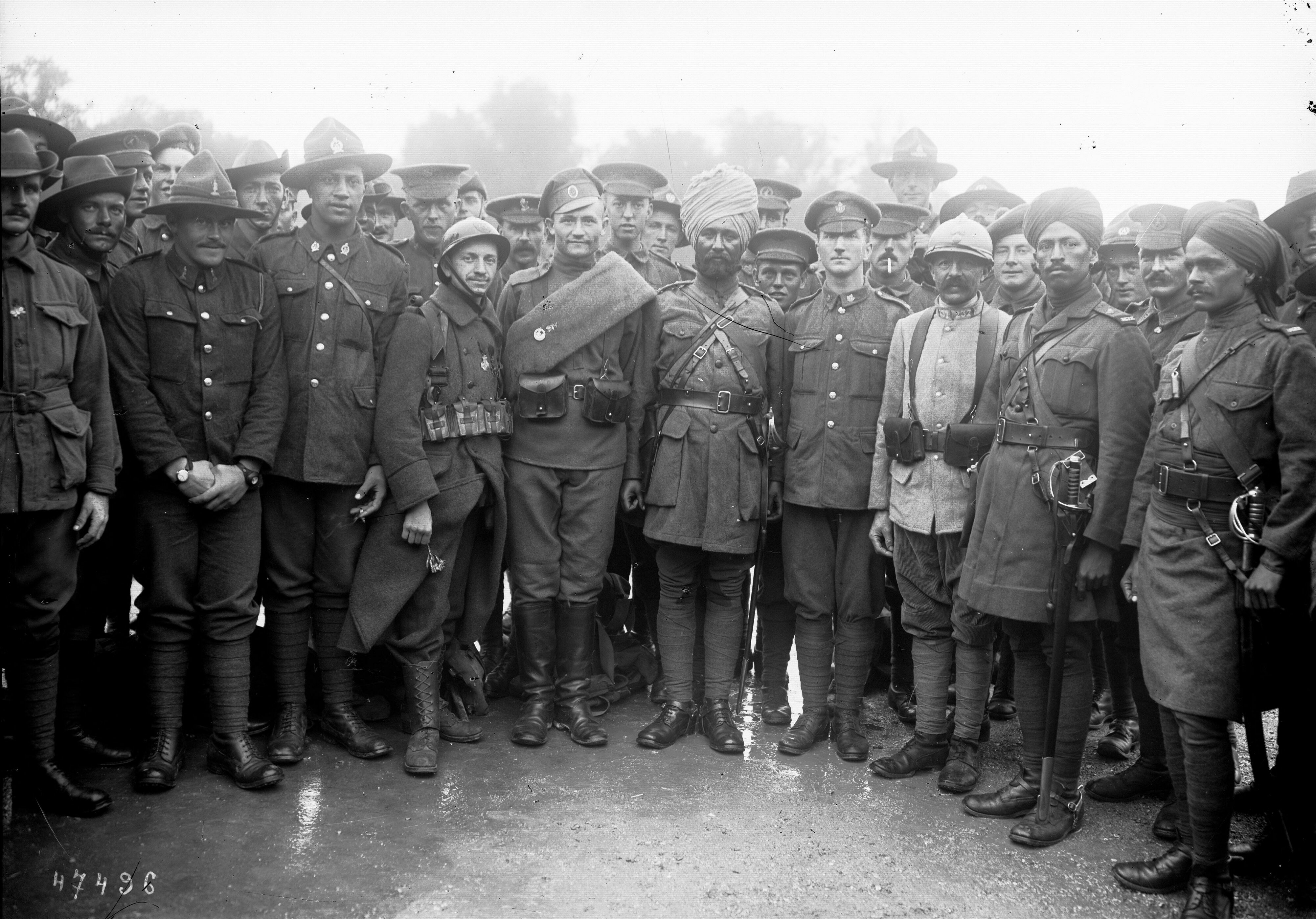
Un soldat du régiment (en bleu horizon) au milieu de soldats indiens, russes, australiens, néo-zélandais et britanniques.

Le régiment est affecté à la 165e brigade de la 83e division d'infanterie territoriale d'août 1915 à novembre 1918.

#### 1915
Le ministère de la Guerre indique le 15 août 1915 une réorganisation de la 83e division territoriale stationné à Paris. Le 237e régiment territorial est donc formé le 1er septembre 1915 en regroupant l'état-major et la compagnie hors rang du 29e RIT, le 4e bataillon du 66e RIT du Blanc, le 6e bataillon du 37e RIT d'Auxerre et le 6e bataillon du 25e RIT de Laval. Son dépôt militaire est celui du 37e RIT à Auxerre.
Formé de trois bataillons, le régiment est positionné aux points stratégiques de la place fortifiée de Paris : au fort d'Issy, fort de Vanves, au fort de Châtillon, au fort de Bicêtre, au fort de Montrouge, à la redoute des Hautes-Bruyères, à l'école militaire et à la caserne de La Tour-Maubourg.

#### 1916
Il ne voit pas le combat pendant la guerre, participant néanmoins à différentes prises d'armes dans la capitale. Il fournit un contingent en septembre 1916 au 59e RIT de l'Armée d'Orient. Un grand nombre de ces soldats seront tués lors du torpillage du paquebot Gallia le 4 octobre 1916.

#### 1919
Le régiment est dissous le 15 février 1919.

## Drapeau

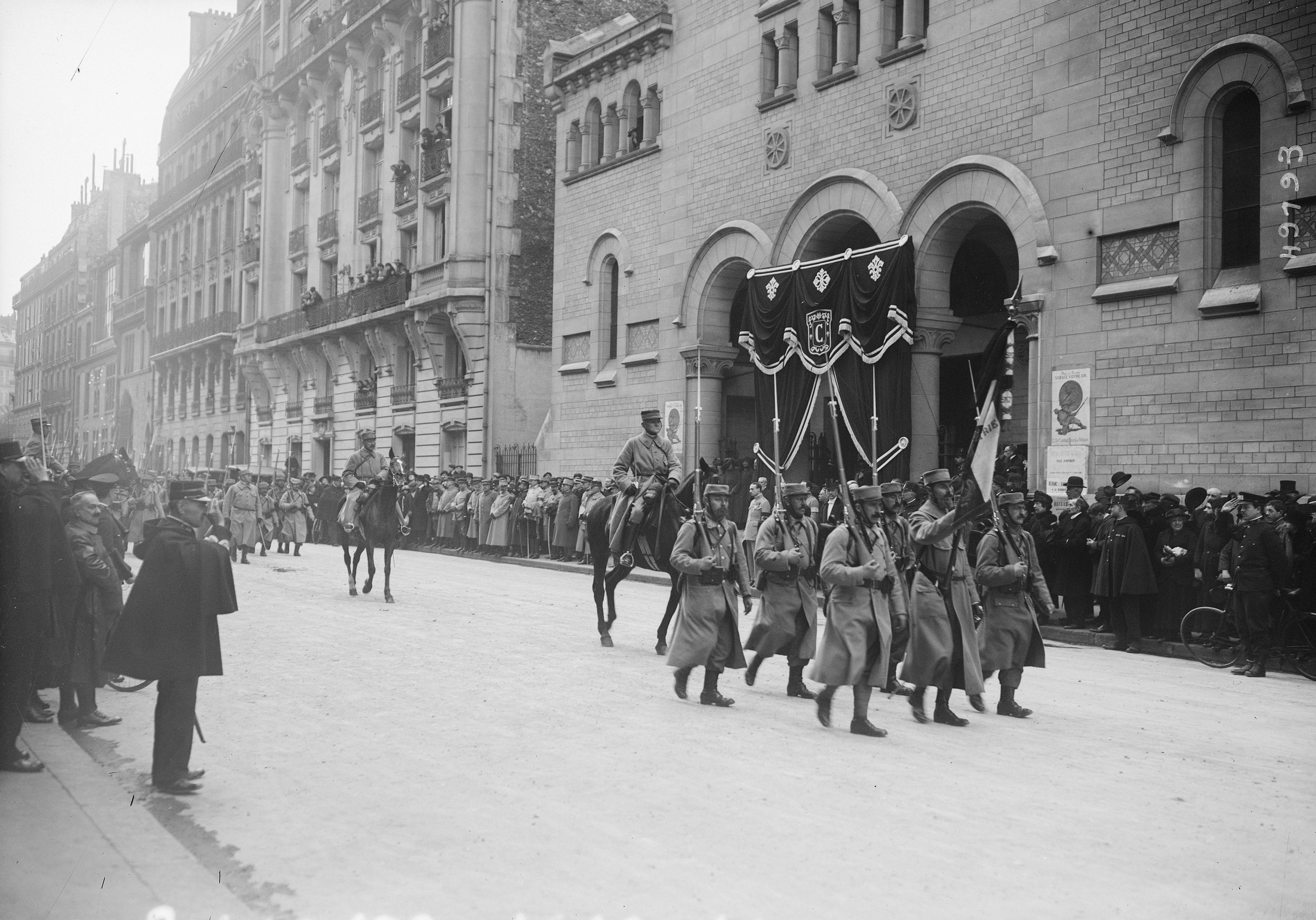
Défilé du drapeau du lors des obsèques du général Cousin le 20/4/1917.

Il ne porte aucune inscription.